# Comuna Hnativți, Hmelnîțkîi
Hnativți (în ucraineană Гнатівці) este o comună în raionul Hmelnîțkîi, regiunea Hmelnîțkîi, Ucraina, formată din satele Hnativți (reședința) și Molomolînți.

## Demografie
Componența lingvistică a comunei Hnativți
     Ucraineană (97,86%)
     Rusă (1,02%)
     Alte limbi (0,2%)
Conform recensământului din 2001, majoritatea populației comunei Hnativți era vorbitoare de ucraineană (97,86%), existând în minoritate și vorbitori de rusă (1,02%).